# Huang Jucai

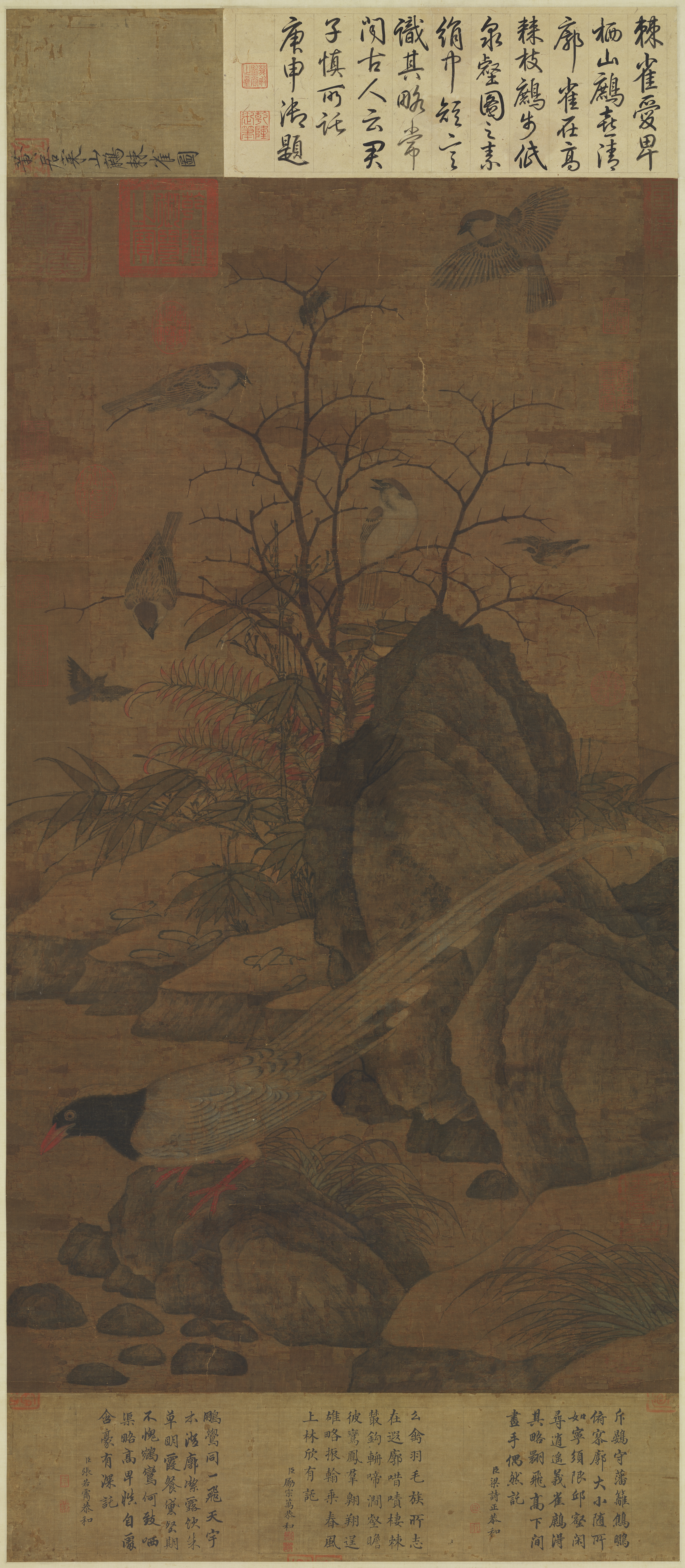
Faisan et petits oiseaux près d'un jujubier par Huang Jucai

Huang Jucai ou Houang Kiu-Ts'ai ou Huang Chü-Ts'ai, surnom Boluan est un peintre chinois du Xe siècle né en 933 et mort en 993.

## Biographie
Fils cadet du peintre bien connu de fleurs et d'oiseaux, Huang Quan, il est lui-même spécialiste de fleurs, d'oiseaux et de paysages. Comme son père, il est à la cour des Shu Postérieurs à Zhengdu (929-965), puis travaille à la cour des empereurs Song Taizu et Taizong à Kaifeng. Ses œuvres se caractérisent par les contours continus des rochers, légèrement concaves, ombrés en lavis mouillé et par des feuilles fermement soulignées.

## Le développement de la peinture d'oiseaux-et-fleurs
Dans sa comparaison entre passé et présent, Guo Ruoxu (écrivain de l'art, actif vers 1070-1080) soutient que, si  n'importe quel grand maître Tang de la peinture  d'oiseaux-et-fleurs pouvait renaître à son époque, il serait de loin inférieur aux grands maîtres du Xe siècle Huang Quan, Huang Jucai et Xu Xi (886-975), et que son œuvre semblerait primitive et terne. Ces trois grands maîtres sont les plus célèbres représentants du thème populaire des oiseaux-et-fleurs à avoir jamais vécu, et leur influence sur les Song et les époques ultérieures est incalculable.
Pour les critiques de leur temps, Xu et Huang, en particulier, atteignent les sommets jumelés de l'expression artistique, Huang dans le domaine de l'aristocratie et de la richesse, Xu dans celui du lettré vivant dans sa retraite. L'œuvre de Xu n'a malheureusement pas survécu, mais des peintures plausiblement associées à Huang et à son fils cadet Huang Jucai illustrent les propos de Guo Ruoxu, croquis d'oiseaux et d'insectes, conservé au Musée du palais impérial de Beijing, porte la signature de Huang Quan, ainsi qu'un brève inscription dédiant la peinture à son fils aîné Huang Jubao (mort vers 960).

## Style et tradition
Quoi qu'il en soit, le jeune frère Jucai acquiert une grande renommée comme disciple de son père et, en 965, il porte la tradition familiale à la nouvelle cour des Song, à Bianliang, où elle donne naissance au style académique de la peinture Song. La seule peinture attribuée avec certitude et de façon vraisemblable à Jucai est Faisan et petits oiseaux près d'un jujubier.  Ce rouleau de soie usé et endommagé porte encore la plupart de la documentation, sceaux, mention du titre et attribution, matériaux de montage, qui lui est donné, au début du XIIe siècle, par l'empereur Huizong. Dans cette composition, simple et plutôt restreinte, on trouve quelques sujets d'études d'après nature de Huang Quan, ré-élaborés en une peinture achevée. Ceci est probablement typique de la pratique de la peinture chez les maîtres professionnels durant la majeure partie de la période allant du Xe siècle à la fin du XVe.

## Tradition familiale
Les ateliers, ou fabriques, employant assistants et disciples (souvent les fils, neveux ou petits-fils du maître) travaillent, sous la direction du maître, à créer des produits utilisant ses modèles et directives. Les peintres sont des travailleurs manuels ou des artisans, selon les termes de la qualification sociale, et leur profession, largement héréditaire est une affaire familiale. Huang Quan transmet le métier à ses fils, qui le transmettent aux leurs. La famille Huang, au service du royaume sichuanais de Shu, fonde le style classique de la peinture d'oiseaux-et-fleurs, et voit ce style devenir le canon de la cour nouvellement établie des Song.

## Musées
- Boston (Mus. of Fine Arts)
  - Un perroquet sur une branche de pêcher en fleurs, feuille d'album, probablement du XIIIe siècle.
- New York: (Metropolitan Museum of Art):
  - Deux fleurs de camélia blanches et un petit oiseau sur une branche, peinture sur éventail, nom du peintre inscrit.
- Pékin (Mus. du Palais):
  - Moineaux jouant dans les roseaux, peinture sur éventail, attribution.
  - Deux petits oiseaux sur des roseaux, peinture sur éventail, attribution.
  - Rassemblement d'oiseaux dans les arbres dénudés et sur les rochers enneigés, feuille d'album, attribution.
- Taipei (Nat. Palace Mus.):
  - Faisans et buissons épineux.
  - Faisans et moineaux dans les rochers et les buissons, encre et couleurs sur soie, rouleau en hauteur, plusieurs sceaux impériaux dont celui de Song Huizong. Inscription.
- Taipei (Musée national du palais impérial):
  - Faisan et petits oiseaux près d'un jujubier, rouleau mural, encre et couleur sur soie, vers 975. 97x53,6cm.